# Czarny Potok (dopływ Łabuńki)
Czarny Potok – rzeka, prawy dopływ Łabuńki o długości 18,06 km. Źródło rzeki znajduje się w miejscowości Horyszów Polski. Płynie w kierunku zachodnim, opływa od strony północnej Zamość. Następnie w miejscowości Sitaniec przepływa pod drogą krajową nr 17, a po minięciu wsi Sitaniec-Wolica wpada do Łabuńki.